# Золото отдал я за железо

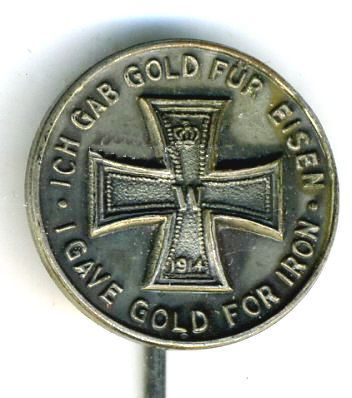
Железное украшение. 1914

«Золото отдал я за железо» — серия патриотических акций, проходивших в Пруссии и Германской империи в XIX—XX веках.
Во время войны с Наполеоном в 1813 году принцесса Марианна предложила женщинам Пруссии сдавать золото и драгоценности в помощь армии. В обмен им вручались железные кольца с надписью «Золото отдал я за железо» (нем. Gold gab ich für Eisen). Носить такие кольца считалось модным и патриотичным.
В 1916 году во время Первой мировой войны по всей Германии была развёрнута пропагандистская кампания под лозунгом «Золото дал я за железо» или «Золото отдал я на оружие, железо взял за честь» (нем. Gold gab ich zur Wehr, Eisen nahm ich zur Ehr). Для помощи фронту был организован добровольный сбор золотых ювелирных украшений. Несмотря на добровольный характер акции, общественное мнение оказывало давление на тех, кто продолжал носить золото, а не железные украшения. Их обвиняли в отсутствии патриотизма. Рейхсбанк награждал добровольцев, поменявших украшения на быстро обесценивавшиеся бумажные деньги, специальной медалью. В 1914 году Имре Кальман в поддержку акции написал оперетту под одноимённым названием.